# Kingman (Arizona)

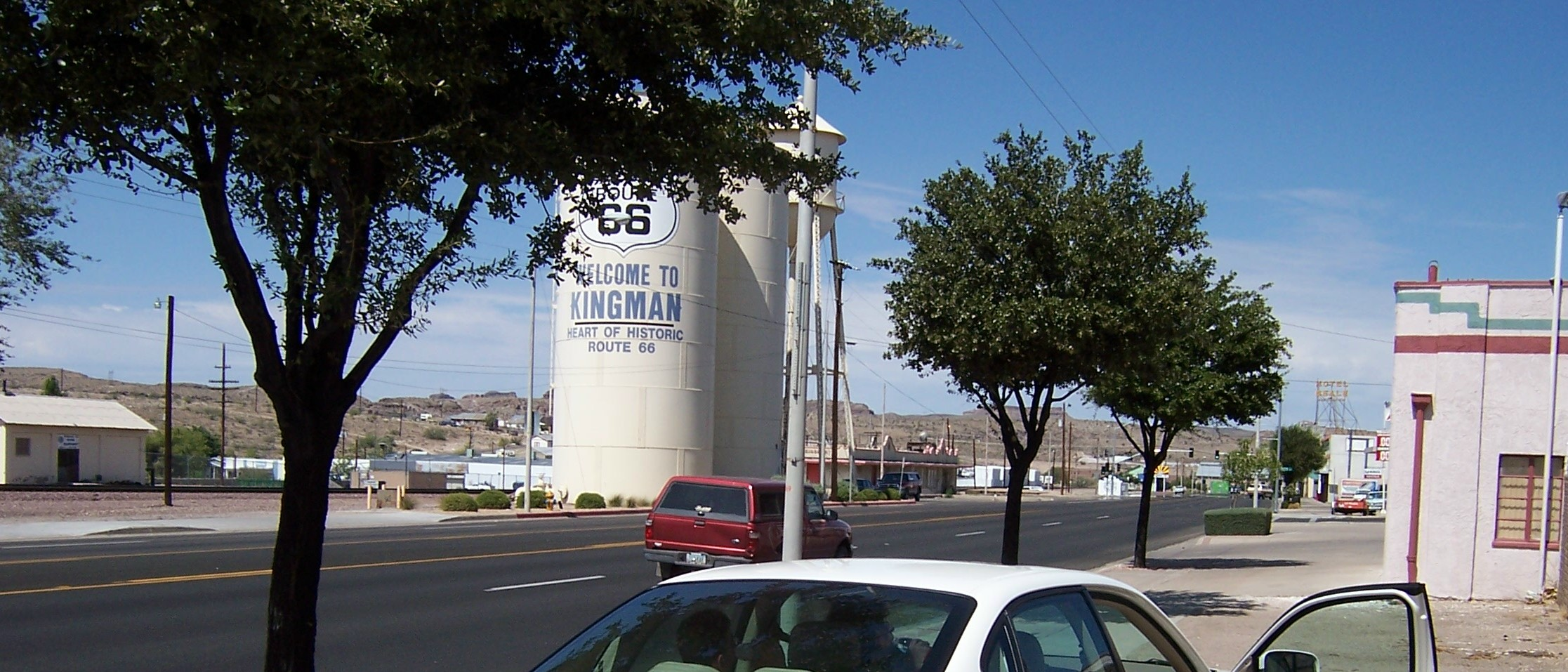
Watertoren Route 66

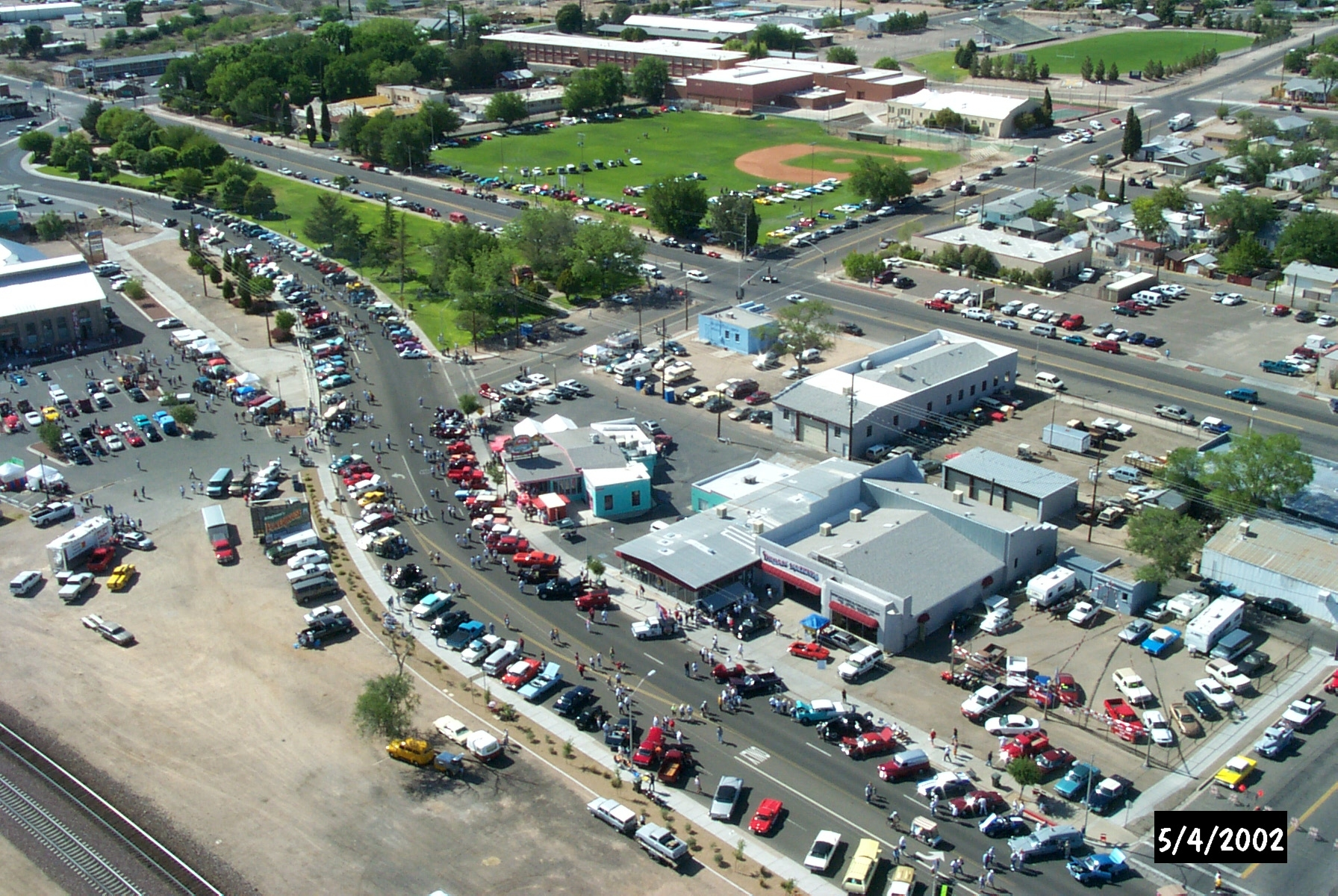
Route 66 Fun run

Kingman is een plaats (city) in de Amerikaanse staat Arizona, en is de hoofdplaats van Mohave County. De plaats is gesticht in 1882 aan de route langs de 35e meridiaan. Deze route is later onderdeel geworden van Route 66. De plaats heeft bekendheid verkregen door de ligging aan Route 66.

## Demografie
Bij de volkstelling in 2000 werd het aantal inwoners vastgesteld op 20.069.
In 2006 is het aantal inwoners door het United States Census Bureau geschat op 27.271, een stijging van 7202 (35,9%).

## Geografie
Volgens het United States Census Bureau beslaat de plaats een oppervlakte van
77,6 km², geheel bestaande uit land. Kingman ligt op ongeveer 1021 m boven zeeniveau.

### Plaatsen in de nabije omgeving
De onderstaande figuur toont nabijgelegen plaatsen in een straal van 56 km rond Kingman.

## Verkeer en vervoer
De plaatselijke luchthaven is Kingman Airport. Dit vliegveld bevat ook een 'vliegtuigkerkhof' waar tientallen verkeersvliegtuigen die uit dienst zijn genomen in de open lucht bewaard worden tot ze een koper vinden of tot ze ontmanteld worden.
In Kingman bevindt zich het treinstation Kingman Station, waar treinen van Amtrak stoppen. De enige lijn die stopt bij het station is de Southwest Chief, die van Chicago naar Los Angeles rijdt en vice versa. Deze trein stopt dagelijks één keer in beide richtingen bij het station.
Kingman ligt aan de Interstate 40 en U.S. Route 93. Een gedeelte van de overblijfselen van de Route 66 loopt door de plaats heen.

## Geboren
- Aron Ra (1962), publieke spreker en atheïstische activist
- Doug Mirabelli (1970), voormalig catcher voor de Boston Red Sox
- Jason Zumwalt (1975), acteur en stemacteur

## Trivia
- Kingman wordt genoemd in het nummer Route 66 van Bobby Troup.